# Quassia africana
Quassia africana är en bittervedsväxtart som först beskrevs av Henri Ernest Baillon, och fick sitt nu gällande namn av Henri Ernest Baillon. Quassia africana ingår i släktet Quassia och familjen bittervedsväxter. Inga underarter finns listade i Catalogue of Life.